# Парк ім. Прокопа Макаренка
Парк ім. Прокопа Макаренка — центральний парк села Дзензелівка Маньківського району Черкаської області, втрачений об'єкт природно-заповідного фонду України. Раніше мав назву «Парк відпочинку» та статус парку-пам'ятки садово-паркового мистецтва. У 2016 році розпорядженням сільського голови села Дзензелівка центральному парку села була присвоєна нова назва — «Парк ім. Прокопа Макаренка» (на честь Прокопа Васильовича Макаренка — «людини, яка перетворила село на село-сад»).

## Пам'ятка
Оголошений рішенням Черкаського облвиконкому № 367 від 27 червня 1972. Зазначена причина створення: «парк у центрі села».
Площа — 0,6 га.

## Скасування
Рішенням Черкаської обласної ради № 354 від 21 листопада 1984 «Про мережу територій і об'єктів природно-заповідного фонду області» парк-пам'ятка садово-паркового мистецтва скасований. Скасування статусу відбулось із зазначенням причини «не відповідає вимогам нової класифікації»..